# Truman Henry Safford
Truman Henry Safford (6 janvier 1836 – 13 juin 1901) est un calculateur prodige et astronome américain,.

## Biographie
Safford naît à Royalton (Vermont) le 6 janvier 1836. Au cours de son enfance, il suscite l'attention par ses capacités hors du commun au niveau du calcul mental. À l'âge de 9 ans, on lui aurait demandé de trouver le carré de 365365365365365365. Truman Safford aurait donné la bonne réponse 133491850208566925016658299941583225 en moins d'une minute sans utiliser aucun papier[réf. nécessaire].
Contrairement à d'autres prodiges, Safford ne se serait jamais produit en public. À l'école, il étudie l'astronomie. Il devient le deuxième directeur de l'observatoire Hopkins du Williams College, poste qu'il occupera jusqu'à sa mort.
En 1894, Safford est victime d'une attaque. Il meurt le 13 juin 1901 au 112 Broad Street, Newark (New Jersey), où il habitait avec son fils,.